# Guajara (guanche)
Guajara ou Guaxara foi uma mulher guanche.
Ela era amante de Tinguaro, irmão do rei ou Mencey Bencomo de Taoro e um dos amigos de Dácil.
O Mencey Beneharo promete a Tinguaro a mão de sua filha Guacimara e o legado de seu reinado, se ele for vitorioso na batalha contra os espanhóis. Guajara, ciumento do interesse de Tinguaro em alcançar a recompensa, manipula Ruymán, sobrinho de Tinguaro e amante de Guacimara, para evitar o casamento prometido. No entanto, o casamento acontece e Guajara cometeu suicídio se jogando no vazio.
Para o historiador médico Juan Bethencourt Alfonso, Guajara e Tinguaro tiveram cinco filhos.